# 现代重工
現代重工，正式名稱為HD現代重工（：／ HD Hyeondae Junggongeop）是世界上最大几家的造船公司之一。它是現代重工业集团的子公司，总部位于韩国蔚山。
2019年1月31日現代重工以價值2.1兆韓元（約19.8億美元）的換股協議收購世界第 2 大造船商大宇造船海洋工程公司的絕大多數股份，雙方合併後將成為市場占有率超過20％的造船業巨頭，合併后現代重工將持有新公司26%股份，本身持有的大宇造船55.7%股份的韓國產業銀行（KDB）將持有新公司18%股份
現代重工與大宇造船兩家公司合計佔有全球液化天然氣船運市場近2/3份額。

## 歷史
現代重工由鄭周永在1972年韓國蔚山成立，在1983年成立現代工業研究所(Hyundai Industrial Research Institute)，1984年成立現代海事研究所(Hyundai Maritime Research Institute)研究提升產量與造船品質。

## 部門
现代重工有7个部门：造船事业部、海洋设备工程部、工业成套设备部、大型发动机及机械部、电气电子设备部、建设装备部和绿色能源部。

## 子公司
- 現代尾浦造船
- 现代三湖重工业
- Hyundal Oilbank
- 华宜资产运用有限公司
- 韩国造船海洋24807124股，持股比例35.05%。